# Italiaanse dambond
De Federazione Italiana Dama (FID) is de nationale dambond van Italië en aangesloten bij de FMJD en de EDC. 
De bond is in 1924 in Milaan opgericht en in 1993 door het Italiaans olympisch comité erkend als officiële Italiaanse sportbond. 
Voorzitter is Carlo Andrea Bordini die sinds 2019 ook voorzitter is van de EDC.
De bond organiseert jaarlijks in Italië wedstrijden in internationaal en Italiaans dammen zoals het Italiaans kampioenschap en geeft elke twee maanden het officiële orgaan Damasport uit. 
De bond heeft in de jaren ’60 en ’70 van de 20e eeuw regelmatig toernooien om het Europees en wereldkampioenschap georganiseerd. 